# Jörg Ott
Jörg Ott (* 22. April 1942 in Wien) ist ein österreichischer Meeresbiologe.

## Leben und Wirken
Jörg Ott studierte Zoologie, Botanik und Geographie an der Universität Wien und promovierte dort im Jahr 1969. Darauf folgte ein postgraduales Studium an der Universität von North Carolina in Chapel Hill, Vereinigte Staaten, wo er bei Rupert Riedl arbeitete. 1972 kehrte Ott an die Universität Wien zurück und habilitierte sich 1982 nach mehrjähriger Assistententätigkeit. Ab 1993 war Ott außerordentlicher Universitätsprofessor für Zoologie-Ökologie sowie ab 1996 Vorstand des Instituts für Zoologie an der Universität Wien. Im Jahr 2007 trat Ott in den Ruhestand über.
Seit 1993 ist Jörg Ott Vorstandsmitglied und Vizepräsident des Haus des Meeres. Dafür wurde er 2015 gemeinsam mit seinen Kollegen Alfred Radda und Michael Mitic mit dem Goldenen Verdienstzeichen des Landes Wien ausgezeichnet.
1997 wurde Ott korrespondierendes Mitglied der Österreichischen Akademie der Wissenschaften.
In den Jahren von 2005 bis 2013 war Ott Gemeinderat der Grünen im niederösterreichischen Wolfsgraben.

## Werke (Auswahl)

### Bücher
- Jörg Ott: Meereskunde. Einführung in die Geographie und Biologie der Ozeane. UTB Ulmer Verlag, 2. Auflage, 1996.
- Jörg Ott, G. Wagner & M. Wuketits (Hrsg.): Evolution, Ordnung und Erkenntnis. Paul Parey, Berlin 1985.

### Zeitschriftenartikel
- 1969: Mikroökologie von Phytalbeständen am Beispiel der Nematoden
- 1982: Adaptive Strategies at the ecosystem level: Examples from two benthic marine systems
- 1996: Deep sea and extreme shallow-water habitats: affinities and adaptions
- 1996: Influences of Organisms on their environment - the role of episodic events.
- 2005: Remote and inaccessible habitats, in-situ research and biodiversity: A tribute to Rupert Riedl